# Raï
Der Raï (arabisch رأي, DMG Ra’y) ist eine algerische Volks- und Populärmusik, entstanden in Westalgerien. Das wichtigste Zentrum ist Oran.
Der Raï stieg in den frühen 1980er-Jahren zur bedeutendsten algerischen Popmusik auf und fand auch international weite Beachtung.
2022 wurde Raï von der UNESCO in die Repräsentative Liste des immateriellen Kulturerbes der Menschheit aufgenommen.

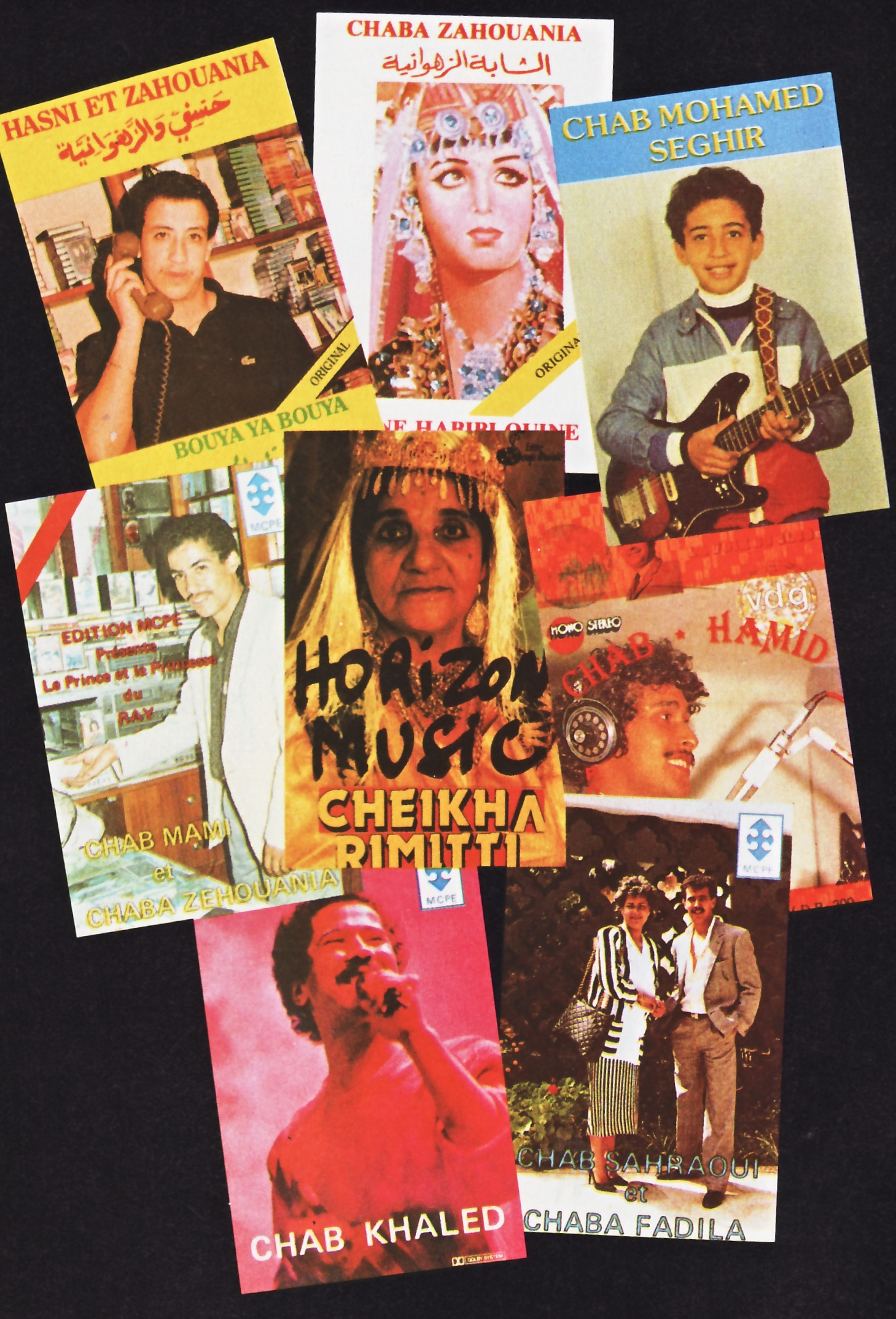
Hüllen von algerischen Raï-Kassetten in den 1980er Jahren

## Begriff
Der Begriff Raï ist mehrdeutig. Im Arabischen bedeutet das Wort „ra’y“ so viel wie Meinung, Sichtweise oder Standpunkt, aber auch Ratschlag, Gedanke, Entscheidung, Plan oder Ziel. In einem speziellen Kontext verweist der Begriff hier auch auf den Rat eines Cheikh aus der Tradition des Melhoun.
Zusätzlich findet sich auch eine weitere Ableitung vom Ausruf „Ya ray!“, der bereits in Vorläufern des Raï als Füllsel zur Überbrückung zwischen Textabschnitten diente, ähnlich dem “Yeah!” in der angloamerikanischen Pop- und Rockmusik.

## Geschichte
Erst mit dem Phänomen des Pop-Raï ab dem Anfang der 1980er Jahre geriet der Raï ins Blickfeld der Musikwissenschaft und eine Geschichtsschreibung begann. Bis heute sind viele Details seiner Entstehung unbekannt, da insbesondere zu seiner Frühgeschichte weder Tondokumente noch Aussagen von Zeitzeugen existieren. Ähnlich wie beim Blues liegen die Ursprünge des Raï am Ende des 19. Jahrhunderts.

### Bis 1920
Hervorgegangen ist der Raï aus einer einfachen Hirtenmusik aus dem Umland Orans, geprägt von schlichten improvisierten Texten und einfacher Flötenbegleitung. Während der Landflucht zur Jahrhundertwende zogen viele der Hirten in die Stadt und brachten ihre Musik mit nach Oran, wo der Raï Elemente der tradierten städtischen Volks- und Kunstmusiken aufnahm.

### 1920–1960
Diese neue Musik wurde von den Medahates (reinen Frauenorchestern) adaptiert und weiterentwickelt. Die Medahates spielten meist bei Feierlichkeiten wie Hochzeiten oder Beschneidungen auf, aber auch in Bordellen und Bars. Durch die Bandbreite dieser Erfahrungen und die extrem liberale Atmosphäre Orans zu dieser Zeit begünstigt, formulierten die Vorsängerinnen der Orchester, die Cheikhates (cheikh=„alt“, „weise“, „erfahren“), in ihren Texten zunehmend in realistischer und kritischer Form die Lebensbedingungen von Frauen der Unterschicht im Oran der 1920er Jahre, sangen Lieder über Liebe, Eifersucht, Sexualität, Armut und Trunksucht. Mit diesen Inhalten befand sich der Raï deutlich im Konflikt mit der prüden algerischen Gesellschaft, die den Raï vielfach für „ein Genre, das den Verfall der Sitten und den Niedergang des Anstands im algerischen Volke widerspiegelt“ hielt.
Die berühmteste dieser Sängerinnen war Cheikha Rimitti, deren Name vom französischen «Remettez», zu Deutsch „Schenk' nach!“ abstammt. 1952 machte sie für die französische Plattenfirma Pathé ihre erste Schallplattenaufnahme. Cheikha Rimitti war bis zu ihrem Tod 2006 aktiv. Ihre Musik illustriert den inhaltlichen Wandel vom orchestralen Medahates-Raï zum individuelleren Cheikha-Stil. Formal blieb der Raï allerdings unverändert: Die Vorsängerin wurde nach wie vor von einem Gesangsensemble begleitet, sowie der Gasba, einer Rosenholzflöte, und der Gallal, einer Rahmentrommel.

### 1960–1979
Diese Gestalt des Raï als eine raue und wilde urbane Volksmusik hielt sich bis weit über den algerischen Unabhängigkeitskrieg der 1950er und 1960er Jahre hinaus. 1968 mit den ersten Aufnahmen des Trompeters Bellemou Messaoud, dem «Pere du Raï» (Vater des Raï), erfährt der Raï eine bedeutende Veränderung. Die klassische Instrumentation wird durch westliche Instrumente wie E-Gitarre, Saxophon, Geige und Akkordeon ergänzt, Elemente von Flamenco, Jazz und der Rockmusik werden eingearbeitet und die Stücke werden kunstvoller und virtuoser. Auf Gesang wird zugunsten der Solotrompete teils ganz verzichtet. Der „Raï Pop“ Messaouds stellte einen revolutionären Wendepunkt in der Geschichte des Raï dar – nur mit dem Wandel von der Hirtenfolklore zur städtischen Orchestermusik in den 1920er Jahren vergleichbar. Nicht nur was Instrumentation, Struktur und Interpretation der Musik angeht, auch soziologisch war Messaouds Stil revolutionär: Durch den weitgehenden Verzicht auf Gesang und Text entfiel die gesellschaftliche Stigmatisierung des Raï, die sich auch nach der Unabhängigkeit erhielt. Die technisch und kompositorisch anspruchsvollere Präsentation erschloss dem Raï ein neues Publikum. Die vielleicht wichtigste Veränderung aber war wohl, dass zum ersten Mal ein männlicher Interpret in die bisher reine Frauendomäne des Raï vorstieß. Zumal er darin Bemerkenswertes leistete und so die geschlechtliche Bindung der Musik aufbrach. Dies hat in der künstlerischen Rezeption allerdings bis heute zur Folge, dass der äußerst gewichtige Beitrag der Frauen zu dieser Musik nur selten angemessen gewürdigt wird. 1975 zog sich Messaoud wieder aus der Musik zurück. Ein weiterer bedeutender Interpret dieser Zeit ist Bouteldja Belkacem.

### 1979–1989
1979 erschien ein Stück namens Ana Ma H'Lali Ennoum, zu deutsch Ich kann nicht schlafen, das erste Raï-Stück, in dem ein Synthesizer zu hören ist. Gesungen von einer Sängerin namens Chaba Fadela und produziert von Messaoud Bellemou, wurde es schlagartig ein riesiger Erfolg. Schon der Name der Sängerin war ein Aufbegehren: Chaba bedeutete „Die Junge“ in Opposition zum Cheikh und Cheikha der Altvorderen. Mit seiner aufgeheizten Nervosität und dem eindringlichen, schrillen Ton traf das Stück die algerische Jugend bis ins Mark. 70 % der algerischen Bevölkerung waren zu dieser Zeit unter 25 und sie litten unter hoher Arbeitslosigkeit und Wohnungsnot. Die zutiefst „verknöcherte“ algerische Gesellschaft hatte das Rebellische ihrer Jugend lange verdrängt. In diesem Stück fand ihre Wut und Frustration wieder neuen Ausdruck.
Der Raï moderne verbreitete sich schlagartig, als Studiomusik erstmals solide produziert und musikalisch mit dem massiven Einsatz von Synthesizern und Drumcomputern erweitert – vor allem durch den Produzenten Rachid Baba Ali Ahmed. Innerhalb kürzester Zeit tauchten neue Interpreten auf wie Cheb Hamid, Cheb Khaled, dessen Stück Aïcha 2003 als Cover-Version erneut ein internationaler Hit wurde, Chaba Zahouania oder Cheb Sahraoui, dem späteren Ehemann von Chaba Fadela.
Die Regierung, die das Unruhepotenzial der Jugend zu fürchten begann, verbot den Raï in Radio und Fernsehen, aber die kleinen, schnellen und hochflexiblen Kassettenmärkte schufen eine Gegenöffentlichkeit, gegen die die Regierung machtlos war. Die Aufhebung des Banns wurde erst 1985 mit einem großen, im Fernsehen übertragenen Festival vollzogen – nicht zuletzt weil das Phänomen Raï mittlerweile auch internationale Beachtung gefunden hatte. Besonders erfolgreiche Karrieren begannen Cheb Khaled, der später das „Cheb“ fallen ließ und heute noch als Khaled firmiert, und Cheb Mami.

### Seit 1989
So gut sollte die Situation für die Musiker aber nicht lange bleiben. Ab dem Ende der 1980er-Jahre hatte die „Islamische Heilsfront“ (FIS) die Unzufriedenen gesammelt und bei den Wahlen 1992 kam es zu einem Erdrutsch-Sieg der FIS. Um eine islamistische Regierung zu verhindern, putschte das algerische Militär. Es entspann sich ein jahrelanger Bürgerkrieg, der weit über 100.000 Menschen das Leben kostete. Im Visier der Islamisten waren auch die Raï-Musiker. Viele gingen bereits ab 1990 ins Exil nach Frankreich, da der islamistische Druck zu stark war. Ein tragisches Schicksal erlitt der Sänger Cheb Hasni, der der wichtigste Repräsentant des Raï Love-Stils war, eines Stils mit geschmeidigen Arrangements und viel Liebeslyrik. Cheb Hasni weigerte sich beharrlich, ins Exil zu gehen und wurde schließlich am 29. September 1994 auf offener Straße als sogenannter „Feind Gottes“, der „das Übel auf der Erde verbreitet habe“, durch Attentäter der GIA erschossen, ebenso im Februar 1995 der legendäre Produzent Rachid Baba Ahmed (der Phil Spector des Raï) und im September 1996 Cheb Aziz.
Dem algerischen Schriftsteller Aziz Chouaki zufolge „veränderte die Ermordung Cheb Hasnis die Texte, verwandelte die Raï-Szene in eine Protestbewegung“. Wo die Inhalte des Raï bisher nur Sex, Alkohol und Rastlosigkeit waren, entstand plötzlich ein politisches Bewusstsein.
Cheb Mami konnte erst 1999 nach 10 Jahren wieder in Algerien ein Konzert geben, 2000 folgte Cheb Khaled, der 14 Jahre lang nicht mehr in Algerien war. Ein Teil der jüngsten Generation des Raï arbeitet heute in Paris oder Marseille, wo er unter den so genannten Beurs schon seit den frühen achtziger Jahren ein interessiertes Publikum gefunden hatte. Die Notwendigkeit des Exils bot vielen Musikern gleichzeitig die Möglichkeit, in engem Anschluss an internationale Musik zu arbeiten und ihre Einflüsse aufzunehmen. Hybridformen mit Techno, House, Drum and Bass und Hip-Hop sind entstanden, einer der wichtigsten dieser „Crossover“-Interpreten war der 2018 verstorbene Rachid Taha.
Trotz der repressiven Bedingungen der 1990er-Jahre blieben die Raï-Musiker auch in Algerien weiterhin aktiv und sind nicht verstummt, wenn auch in den Medien der westlichen Welt wenig über sie zu hören ist.

## Bedeutende  Interpreten
- Cheb Aziz
- Cheb Bilal
- Rachid Baba Ali Ahmed
- Bouteldja Belkacem
- Cheikha Djenia Lkbira
- Douzi
- Chaba Fadela
- Faudel
- Cheb Hamid
- Mohamed Lamine
- Cheb Otman
- Cheb Hasni
- Cheb Hindi
- Cheb Kader
- Cheb Khaled
- Cheb Mami
- Bellemou Messaoud
- Cheb Nasro
- Raïna Raï
- Cheikha Rimitti
- Cheb Sahraoui
- Rachid Taha
- Cheb Tahar
- Chaba Zahouania